# Samuelsonia bicolor
Samuelsonia bicolor – gatunek chrząszcza z rodziny stonkowatych.
Gatunek ten opisali w 2007 roku Pierre Jolivet, Krishna Kumar Verma i Christian Mille na podstawie pięciu okazów odłowionych w 2004 roku. Jako miejsce typowe wskazano gminę Farnio w Prowincji Południowej Nowej Kaledonii.
Chrząszcz o zaokrąglonym, wypukłym ciele długości 4,5 mm i szerokości 3 mm. Głowa ma żółtawe z czarnym trójkątem ciemię, rdzawożółtawo-brązowy nadustek, żółtawą wargę górną, żółte głaszczki, czarne żuwaczki i oczy oraz rdzawożółte czułki. Punktowanie na głowie jest nieliczne, ograniczone do czoła. Duże i wypukłe oczy są lekko wykrojone przy nasadach czułków. Trzonki czułków są owalne, zaś ich nóżki stosunkowo małe i prawie kuliste. Na członach czułków od trzeciego do czwartego szczecinki są nieliczne, natomiast na tych od piątego do jedenastego występuje gęste owłosienie. Przedplecze jest rdzawożółte z czarnymi plamkami lub brązowe, punktowane nielicznie, głównie u nasady i po bokach. Punktowanie pokryw układa się w głębokie, dość nieregularne linie. Barwa pokryw może być czarna z rdzawożółtymi kropkami i paskami, rdzawożółta z czarnymi kropkami lub jednolicie rdzawożółta. Odnóża są rdzawożółte z brązowymi nasadami ud. Odwłok jest brązowawy.
Owad endemiczny dla Nowej Kaledonii w krainie australijskiej. Podawany był z gmin Farino i Sarraméa w Prowincji Południowej. Imagines poławiano na Schefflera gabriellae i czapetce jambos.